# Selkä-Sarvi
Selkä-Sarvi är en ö i Finland. Den ligger i Bottenviken och i kommunen Kemi i den ekonomiska regionen  Kemi-Torneå i landskapet Lappland, i den norra delen av landet. Ön ligger omkring 120 kilometer sydväst om Rovaniemi och omkring 610 kilometer norr om Helsingfors.
Öns area är 35,7 hektar och dess största längd är 1,4 kilometer i nord-sydlig riktning.